# ツール・ド・フランス1924
ツール・ド・フランス1924は、ツール・ド・フランスとしては18回目の大会。1924年6月22日から7月20日まで、全15ステージ、全行程5425kmで行われた。

## 総合成績
| 順位 | 選手名                     | 国籍           | 時間            |
| ---- | -------------------------- | -------------- | --------------- |
| 1    | オッタヴィオ・ボテッキア   | イタリア       | 226時間18分21秒 |
| 2    | ニコラ・フランツ           | ルクセンブルク | +35分36秒       |
| 3    | ルシアン・ビュイス         | ベルギー       | +1時間32分13秒  |
| 4    | バルトロメオ・アイモ       | イタリア       | +1時間32分47秒  |
| 5    | テオフィル・ベークマン     | ベルギー       | +2時間11分12秒  |
| 6    | ジョセフ・ミュレール       | フランス       | +2時間35分33秒  |
| 7    | アルセーヌ・アランクール   | フランス       | +2時間41分31秒  |
| 8    | ロマン・ベランジェ         | フランス       | +2時間51分09秒  |
| 9    | オマール・ユイス           | ベルギー       | +2時間58分13秒  |
| 10   | エクトール・ティベルジアン | ベルギー       | +3時間05分04秒  |

### マイヨ・ジョーヌ保持者
| 選手名                   | 国籍     | 首位区間 |
| ------------------------ | -------- | -------- |
| オッタヴィオ・ボテッキア | イタリア | 全区間   |